# Gewichtheffen op de Olympische Zomerspelen 2012 – Klasse tot 105 kilogram mannen
Het gewichtheffen in de klasse tot 105 kilogram voor mannen op de Olympische Zomerspelen 2012 vond plaats op 6 augustus 2012.

## Uitslag
| Rang   | Naam                | Land        | Groep | Gewicht | Trekken (kg) | Trekken (kg) | Trekken (kg) | Trekken (kg) | Stoten (kg) | Stoten (kg) | Stoten (kg) | Stoten (kg) | Totaal |
| Rang   | Naam                | Land        | Groep | Gewicht | 1            | 2            | 3            | Score        | 1           | 2           | 3           | Score       | Totaal |
| ------ | ------------------- | ----------- | ----- | ------- | ------------ | ------------ | ------------ | ------------ | ----------- | ----------- | ----------- | ----------- | ------ |
| Goud   | Oleksij Torochtij   | Oekraïne    | A     | 104,31  | 185          | 190          | 190          | 185          | 222         | 226         | 227         | 227         | 412    |
| Zilver | Navab Nassirshalal  | Iran        | A     | 104,41  | 183          | 183          | 184          | 184          | 222         | 227         | 229         | 227         | 411    |
| Brons  | Bartłomiej Bonk     | Polen       | A     | 104,01  | 185          | 188          | 190          | 190          | 219         | 220         | 225         | 220         | 410    |
| 4      | Roeslan Noeroedinov | Oezbekistan | A     | 102,04  | 184          | 188          | 190          | 184          | 220         | 226         | 226         | 220         | 404    |
| 5      | Ivan Jefremov       | Oezbekistan | A     | 103,83  | 175          | 179          | 183          | 183          | 213         | 218         | 225         | 218         | 401    |
| 6      | Ahed Joughili       | Syrië       | A     | 104,98  | 172          | 180          | 184          | 180          | 215         | 218         | 225         | 218         | 398    |
| 7      | Artūrs Plēsnieks    | Letland     | B     | 103,69  | 167          | 171          | 175          | 175          | 208         | 215         | 225         | 215         | 390    |
| 8      | Jorge Arroyo        | Ecuador     | B     | 103,96  | 175          | 180          | 185          | 185          | 200         | 200         | 208         | 200         | 385    |
| 9      | Jürgen Spieß        | Duitsland   | B     | 104,45  | 167          | 172          | 175          | 172          | 197         | 202         | 214         | 202         | 374    |
| 10     | Sergij Tagirov      | Oekraïne    | B     | 104,72  | 166          | 171          | 174          | 174          | 200         | 207         | 208         | 200         | 374    |
| 11     | Martin Tešovič      | Slowakije   | B     | 104,19  | 162          | 167          | 170          | 167          | 190         | 196         | 196         | 196         | 363    |
| 12     | Alexandr Zaitsjikov | Kazachstan  | B     | 94,74   | 155          | 165          | 165          | 155          | 195         | 201         | 205         | 205         | 360    |
| 13     | Jorge García        | Chili       | B     | 104,41  | 150          | 150          | 161          | 150          | 191         | 191         | 191         | 191         | 341    |
| 14     | Walid Bidani        | Algerije    | B     | 101,45  | 160          | 160          | 165          | 160          | 180         | 180         | 180         | 180         | 340    |
| —      | Gia Machavariani    | Georgië     | A     | 103,86  | 185          | 185          | 185          | 185          | 220         | 220         | 225         | —           | —      |
| —      | Kim Hwa-seung       | Zuid-Korea  | A     | 104,55  | 178          | 178          | 178          | —            | —           | —           | —           | —           | —      |
| —      | Marcin Dołęga       | Polen       | A     | 104,01  | 190          | 190          | 190          | —            | —           | —           | —           | —           | —      |